# Orde van Merkmeesters

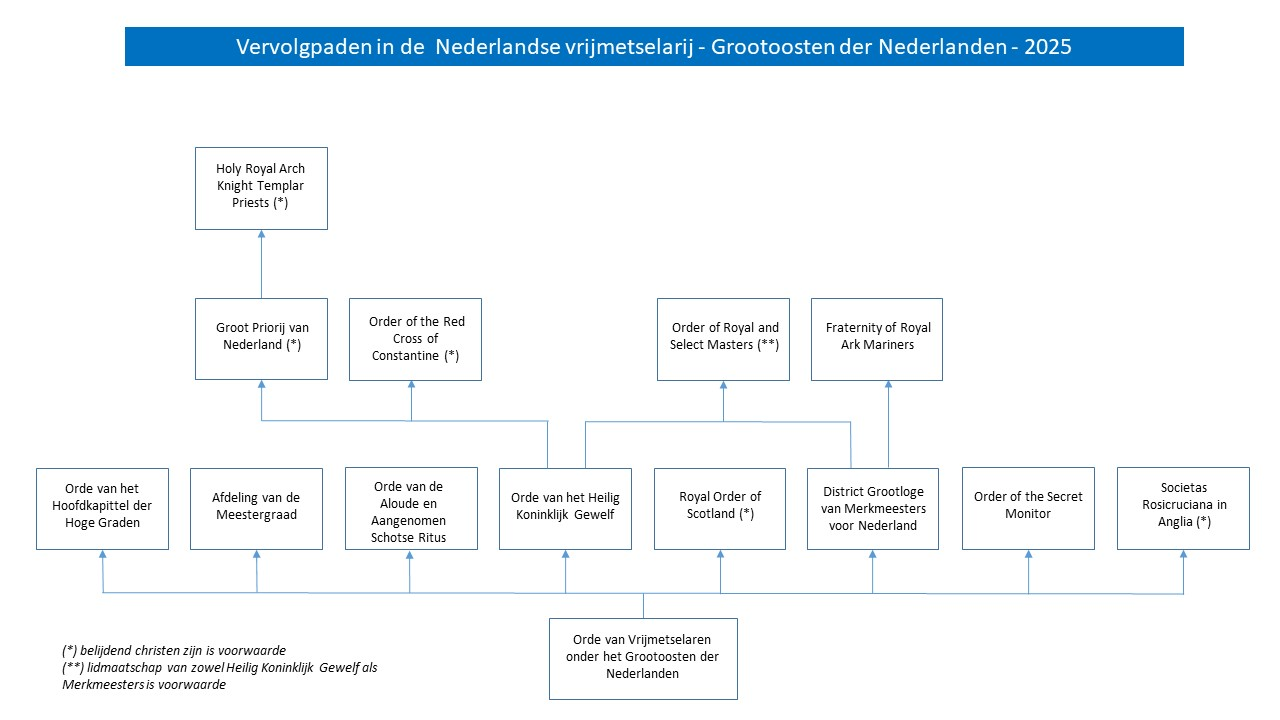
Vervolgpaden Grootoosten der Nederlanden

De Orde van Merkmeesters - in het Engels: the Order of Mark Master Masons - is een Engelse obediëntie, oftewel een koepel van vrijmetselaarsloges, die is opgericht in 1856. Binnen de orde wordt zowel volgens de ritus van de 'Mark Masonry' (Merkmeester) als die van 'Royal Ark Mariner' gewerkt. In het Nederlands spreekt men ook wel over 'de Merkvrijmetselarij'. Zowel in Nederland als in België kent de orde een District Grandlodge of District Grootloge waaronder een aantal Merkmeesterloges vallen. 
Lidmaatschap van een Merkmeesterloge is een van de mogelijke vervolgpaden voor vrijmetselaren in Nederland vanuit de symbolieke – of 'blauwe' - loges van de Orde van Vrijmetselaren onder het Grootoosten der Nederlanden, waar de basisgraden van leerling, gezel en meester worden verleend. In België geldt hetzelfde voor leden van de Reguliere Grootloge van België. Om lid te kunnen worden van een Merkmeesterloge moet men bij voorkeur minstens een jaar meester vrijmetselaar in een symbolieke loge zijn.
Zowel de ritus van Merkmeester als die van Royal Ark Mariner kent slechts een enkele graad. De graad van Royal Ark Mariner is inhoudelijk geen vervolg op die van Merkmeester maar kan alleen worden verleend na het verkrijgen van de graad van Merkmeester. Zowel de ritus van Merkmeester als die van Royal Ark Mariner worden in obediënties over de hele wereld toegepast.
De grondslag van de ritus van Merkmeester ligt in het gegeven dat middeleeuwse steenhouwers over individueel herkenbare merktekens beschikten, die zij aanbrachten op door hen opgeleverde werkstukken. Deze traditie werd in de zeventiende eeuw onderdeel van de werkwijze van vrijmetselaarsloges in Schotland. De eerste vermelding van een aparte graad van Merkmeester dateert uit 1769 in Engeland. Het inwijdingsritueel van de graad van Merkmeester verwijst symbolisch naar de bouw van de Tempel van Salomo.
Het motto van de orde is de Latijnse tekst 'Lapis reprobatus caput anguli’ oftewel 'de steen die werd verworpen, is tot een hoeksteen geworden'. Dit is een verwijzing naar de bijbeltekst Psalmen 118:22, en heeft als betekenis dat een ieders bijdrage uiteindelijk belangrijk kan blijken te zijn.
De ritus van Royal Ark Mariner is in de tweede helft van de achttiende eeuw eveneens ontstaan in Engeland. Hoewel het inhoudelijk een op zichzelf staande ritus is, is het toezicht erop sinds 1871 ondergebracht bij de Grand Lodge of Mark Master Masons. Een Royal Ark Marinerloge is altijd gekoppeld aan een Merkmeesterloge en heeft hetzelfde rangnummer en veelal ook dezelfde naam. Het inwijdingsritueel van de graad Royal Ark Mariner verwijst symbolisch naar het verhaal van de zondvloed en de Ark van Noach. 
Het motto van de Royal Ark Mariners is de Latijnse tekst 'Ponam que foedus meum tecum', oftewel 'ik zal mijn verbond met u sluiten'. Dit is een verwijzing naar de bijbeltekst Genesis 6:18, en refereert aan de steun die men van de Opperbouwmeester van het Heelal hoopt te ontvangen. De bij de graad behorende regalia zijn veelal in de kleuren van de regenboog uitgevoerd, als verwijzing naar de bijbeltekst Genesis 9:17 waar de regenboog symbool is van het verbond tussen God en mens.

## Structuur

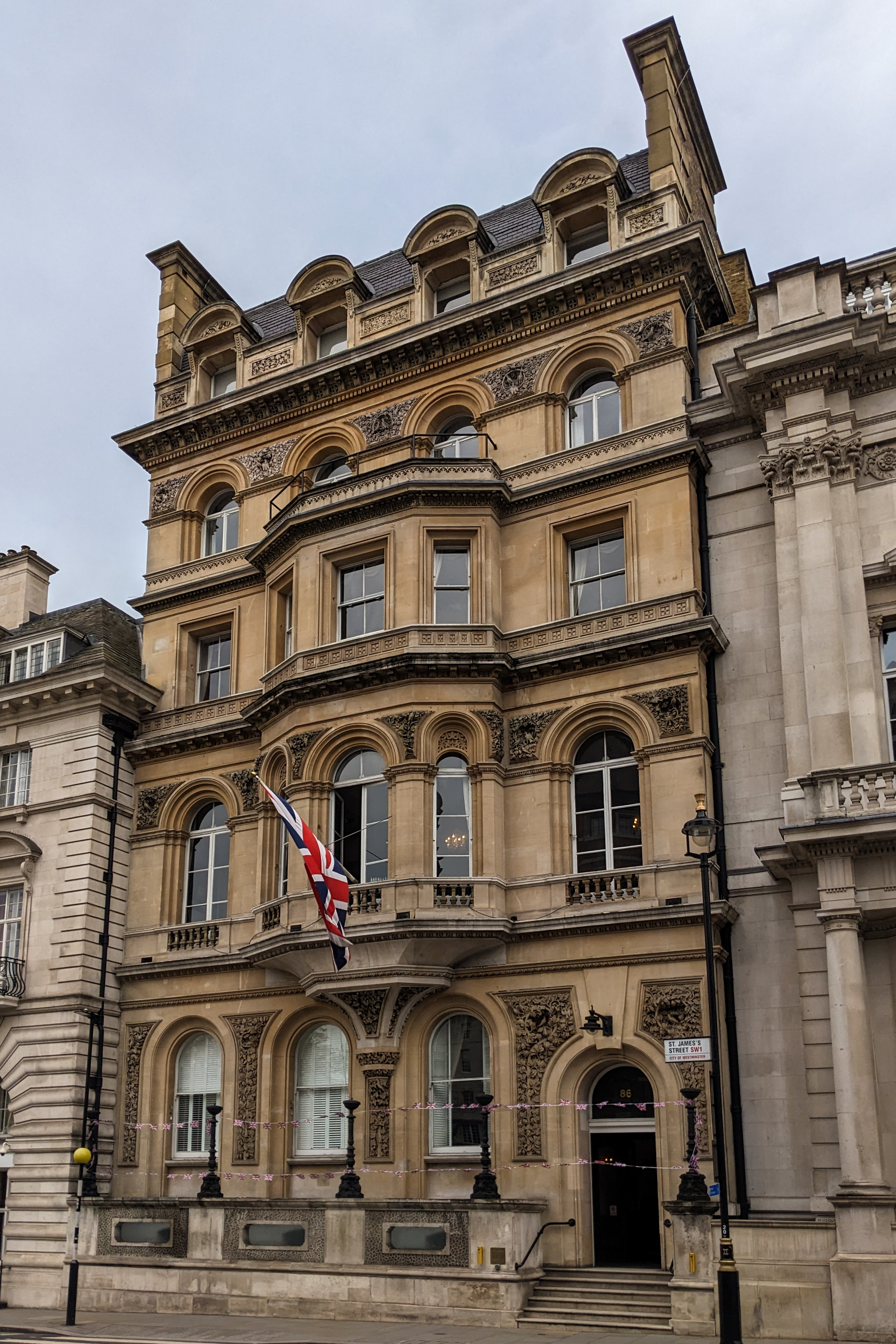
Mark Masons' Hall, Londen

Bestuurlijk orgaan van de orde is de 'Grand Lodge of Mark Master Masons of England and Wales and its Districts and Lodges Overseas' - de grootloge - die haar zetel heeft in Londen. De Grand Lodge overziet de toepassing van zowel de ritus van Merkmeester als die van Royal Ark Mariner wereldwijd. Aan het hoofd van de Grand Lodge staat de Grootmeester die wordt bijgestaan door een aantal andere bestuursleden, ook wel grootofficieren genaamd.
In Engeland zijn Merkmeester- c.q. Ark Mariner loges ingedeeld in Provinces, daarbuiten veelal in Districts per land of per regio. Het bestuurlijk orgaan van een District  is de District Grand Lodge (District Grootloge) met aan het hoofd een District Grand Master, die verantwoording aflegt aan de grootloge in Engeland. De District Grandmaster is tevens voorzitter van het bestuur van de District Grand Lodge wat - in afspiegeling van het bestuur van een Merkmeesterloge - verder functionarissen kent zoals de District Grand Secretary en de District Grand Treasurer. De Provinces kennen een analoge opzet. Zowel Nederland als België vormt een District, leden van een Merkmeesterloge in beide landen zijn automatisch ook lid van het respectievelijke District.
Ten slotte kent elke Merkmeesterloge c.q. Royal Ark Mariner loge een eigen bestuur, wat vrijwel dezelfde vorm heeft als dat van een symbolieke loge met enkele toevoegingen. Er is een Voorzittend Meester - binnen de Royal Ark Mariners Commandeur genaamd - die wordt bijgestaan door een secretaris en een thesaurier. Daarnaast zijn er een aantal meer ceremoniële bestuursleden, ook wel officieren genoemd.
Binnen de ritus van de Merk vrijmetselarij is er naast het inwijdingsritueel ook een ritueel voor de installatie van een Voorzittend Meester van een Merkmeesterloge. Hetzelfde geldt voor de installatie van een Commandeur van een Royal Ark Mariner loge.

## District Grootloge voor Nederland
In 1958 werd de eerste Merkmeesterloge in Nederland 'Concord' opgericht in Rotterdam, waarna er snel meer volgden. Deze loges werkten aanvankelijk onder direct gezag van de Grand Lodge of Mark Master Masons in Londen. In 1972 werd de District Grootloge van Merkmeesters voor Nederland opgericht, die het gezag van de Engelse Grand Lodge op Nederlands grondgebied vertegenwoordigt. 
Anno 2025 zijn er eenentwintig Merkmeesterloges actief in Nederland, een loge is slapend. Aan vijftien van de actieve merkmeesterloges is een loge verbonden van de Royal Ark Mariners.
| Nr   | Merkmeesterloge                                  | Royal Ark Mariner loge                          | Zetel      |
| ---- | ------------------------------------------------ | ----------------------------------------------- | ---------- |
| 1220 | Concord                                          | Concord                                         | Rotterdam  |
| 1283 | Jacob van Lennep                                 | Jacob van Lennep                                | Den Haag   |
| 1384 | Zaradatha                                        | Zaradatha                                       | Leiden     |
| 1344 | Adon Hiram                                       | Adon Hiram                                      | Groningen  |
| 1376 | Mosam Trajectam                                  | Mosam Trajectam                                 | Roermond   |
| 1384 | Gijsbrecht van Amstel                            |                                                 | Amsterdam  |
| 1390 | Hamerkin                                         |                                                 | Deventer   |
| 1414 | Schieland                                        |                                                 | Rotterdam  |
| 1421 | Succoth                                          |                                                 | Haarlem    |
| 1434 | The Netherlands Installed Mark Masters Lodge (*) | The Netherlands Installed Commanders' Lodge (*) | Bilthoven  |
| 1488 | Libanon                                          | Libanon                                         | Terneuzen  |
| 1504 | Moriah                                           | Ararat                                          | Alkmaar    |
| 1516 | Het Sticht                                       | Het Sticht                                      | Amersfoort |
| 1533 | Twente                                           | Dinkel                                          | Enschede   |
| 2547 | Thuredrecht                                      | Thuredrecht                                     | Dordrecht  |
| 1562 | Marckdael                                        |                                                 | Breda      |
| 1565 | Hollandia                                        | Hollandia                                       | Den Haag   |
| 1579 | De Sluitsteen                                    | De Sluitsteen                                   | Wageningen |
| 1580 | De Keursteen                                     | De Keursteen                                    | Leeuwarden |
| 1601 | Den Aks                                          | Den Aks                                         | Eindhoven  |
| 1741 | Coronet                                          |                                                 | Maastricht |
| 1799 | Delta (**)                                       | Delta (**)                                      | Goes       |

(*) Engelstalig (**) Slapend

## District Grootloge voor België
Een aantal Belgische vrijmetselaars die de graad van Merkmeester in Nederland hadden verkregen, richtten in 1982 de eerste Merkmeesterloge in België op. Hierna werden nog zes Loges opgericht en in 1996 werd de District Grootloge van Merkmeesters voor België opgericht.
Anno 2022 waren er dertien Merkmeesterloges actief in België. Aan tien van de actieve merkmeesterloges was een loge verbonden van de Royal Ark Mariners.
| Nr   | Merkmeesterloge                      | Royal Ark Mariner loge   | Zetel     |
| ---- | ------------------------------------ | ------------------------ | --------- |
| 1587 | La Marque d'Alliance (**)            | La Marque d'Alliance     | Namen     |
| 1603 | Les Disciples de Salomon             | Les Disciples de Salomon | Leuven    |
| 1624 | La Marque d'Union (**)               | La Marque d'Union        | Brussel   |
| 1653 | L'Esperance (**)                     |                          | Charleroi |
| 1673 | Mark of Enterprise (*)               | Mark of Enterprise       | Brussel   |
| 1753 | Ter Duinen                           | Ter Duinen               | Brugge    |
| 1815 | La Marque de Lorraine (**)           | La Marque de Lorraine    | Aarlen    |
| 1875 | Prins van Oranje                     | Prins van Oranje         | Antwerpen |
| 1900 | Jeanne d'Arc (*)                     | Jeanne d'Arc             | Koksijde  |
| 1928 | John of Gaunt                        | John of Gaunt            | Gent      |
| 1966 | Flanders (*)                         | Flanders                 | Brugge    |
| 1983 | Belgian Installed Mark Masters Lodge |                          | Gent      |
| 2024 | Anadolu                              |                          | Brussel   |

(*) Engelstalig (**) Franstalig

## Geschiedenis

### Ontstaan van de Merk vrijmetselarij
In 1717 werd de Premier Grand Lodge of England opgericht in Londen, met als doel alle symbolieke loges in Engeland onder zich te verenigen. De Premier Grand Lodge richtte zich echter uitsluitend op de drie symbolieke (basis)graden. Een groot aantal loges beschouwden het toen al bestaande Royal Arch ritueel als behorend tot 'the True and Antient Masonry' en wilden dit ook blijven beoefenen als onderdeel van hun werkzaamheden. Zij sloten zich daarom niet aan en in 1751 verenigden genoemde loges zich in de 'Antient Grand Lodge', zodat er vanaf dat moment twee obediënties in Engeland bestonden.De meeste loges van de Antient Grand Lodge hadden een Royal Arch kapittel dat dezelfde naam en hetzelfde nummer droeg en waarin zij logeleden inwijdden in de Royal Arch.
Er is bewijs dat vrijmetselaren in Schotland al vanaf 1599 symbolisch het merkteken gebruikten bij hun werkzaamheden, maar niet van een bijbehorend rituaal. In Engeland werd voor het eerst melding gemaakt van het toekennen van de graad van Merkmeester in 1769 in het Royal Arch kapittel 'Friendship' in Portsmouth. Hierna werd de graad snel meer toegepast in Engeland. De Merk vrijmetselarij bestond daarbij uit twee graden: na de gezellengraad in een symbolieke loge kon een kandidaat 'Mark Man' worden gemaakt en na het bereiken van de meestergraad worden bevorderd tot 'Mark Master Mason'. De laatste graad vormde daarmee een verbinding tussen de Meestergraad en de Royal Arch en werd daarom aanvankelijk zowel verleend in symbolieke loges - van de Antient Grand Lodge én van de Premier Grand Lodge - als in Royal Arch kapittels. Ook in Ierland en Schotland vond de graad steeds meer weerklank.
In 1813 werden de Premier Grand Lodge en Antient Grand Lodge samengevoegd tot wat nu de United Grand Lodge of England (UGLE) is. De positie van de Merk vrijmetselarij in Engeland kwam hiermee in het gedrang, daar de nieuwe Grand Lodge geen vervolgpaden toestond behoudens de Royal Arch. De Merk vrijmetselarij werd hierdoor na verloop van tijd vooral buiten Engeland beoefend in Schotland, Ierland en Noord-Amerika, en nog slechts in enkele Engelse loges.
In 1851 wisten zes Engelse vrijmetselaars - overigens zonder medeweten van de Grand Lodge of Scotland - toestemming te verkrijgen van het Schotse Royal Arch kapittel 'Bon Accord' in Aberdeen om elders Merkmeesterloges te stichten. Zij richtten in Londen de Merkmeesterloge 'Bon Accord' op en verscheidene vooraanstaande vrijmetselaars werden hier lid van. Na een mislukte poging in maart 1856 om de Merk vrijmetselarij in Engeland onder het toezicht van de United Grand Lodge of England te brengen, werd op 23 juni 1856 de Grand Lodge of Mark Master Masons opgericht. De beide eerder toegepaste graden werden daarna gecombineerd tot de graad van Mark Master Mason die alleen in zelfstandige Merkmeesterloges kon worden verleend. Initieel werden Engelse Merkmeesterloges opgericht vanuit zowel de Grand Lodge of Scotland als de nieuwe Grand Lodge of Mark Master Masons, vanaf 1878 gebeurde dit alleen nog vanuit de laatste. Anno 2025 bestaat de Grand Lodge of Mark Master Masons nog steeds en de Merk vrijmetselarij is uitgegroeid tot het - op de Royal Arch na - meest beoefende vervolgpad in Engeland voor meester vrijmetselaars.

### Ontstaan van de Royal Ark Mariners
Het verhaal van de Ark van Noach en de zondvloed werd al gebruikt in mysteriespelen in de zeventiende eeuw, en werd van daaruit al in vroege Engelse vrijmetselaarsrituelen genoemd. De eerste vermelding van een formele graad van Royal Ark Mariner komt echter pas voor in het verslag van een logebijeenkomst in Bath in 1790. Daarna werd de graad op verschillende manieren in een groot aantal loges in Engeland verleend.
Een 'Grandlodge of Royal Ark Mariners' werd opgericht op 13 mei 1870 door een zekere Morton Edwards in Londen. Omdat ook in een aantal Merkmeester loges de graad van Royal Ark Mariner werd verleend ontstond er een conflict met de al eerder in 1856 opgerichte Grand Lodge of Mark Master Masons. Het conflict liep verder op toen de Grand Lodge of Mark Master Masons - eveneens in 1870 - aankondigde dat er door hen een 'Royal Ark Grand Council' zou worden opgericht, wat zou toezien op de toepassing van de ritus van Royal Ark Mariner. Dit omdat de graad van Royal Ark Mariner al sinds 1790 in Merkmeesterloges werd verleend.
De onenigheid duurde voort totdat de Grand Lodge of Mark Master Masons de rechten op de graad van Royal Ark Mariner op 10 juni 1884 simpelweg kocht van Morton Edwards. Sindsdien is de toepassing van de ritus van Royal Ark Mariner altijd onder het toezicht gebleven van de Grand Lodge of Mark Master Masons.

### Jacob van Lennep

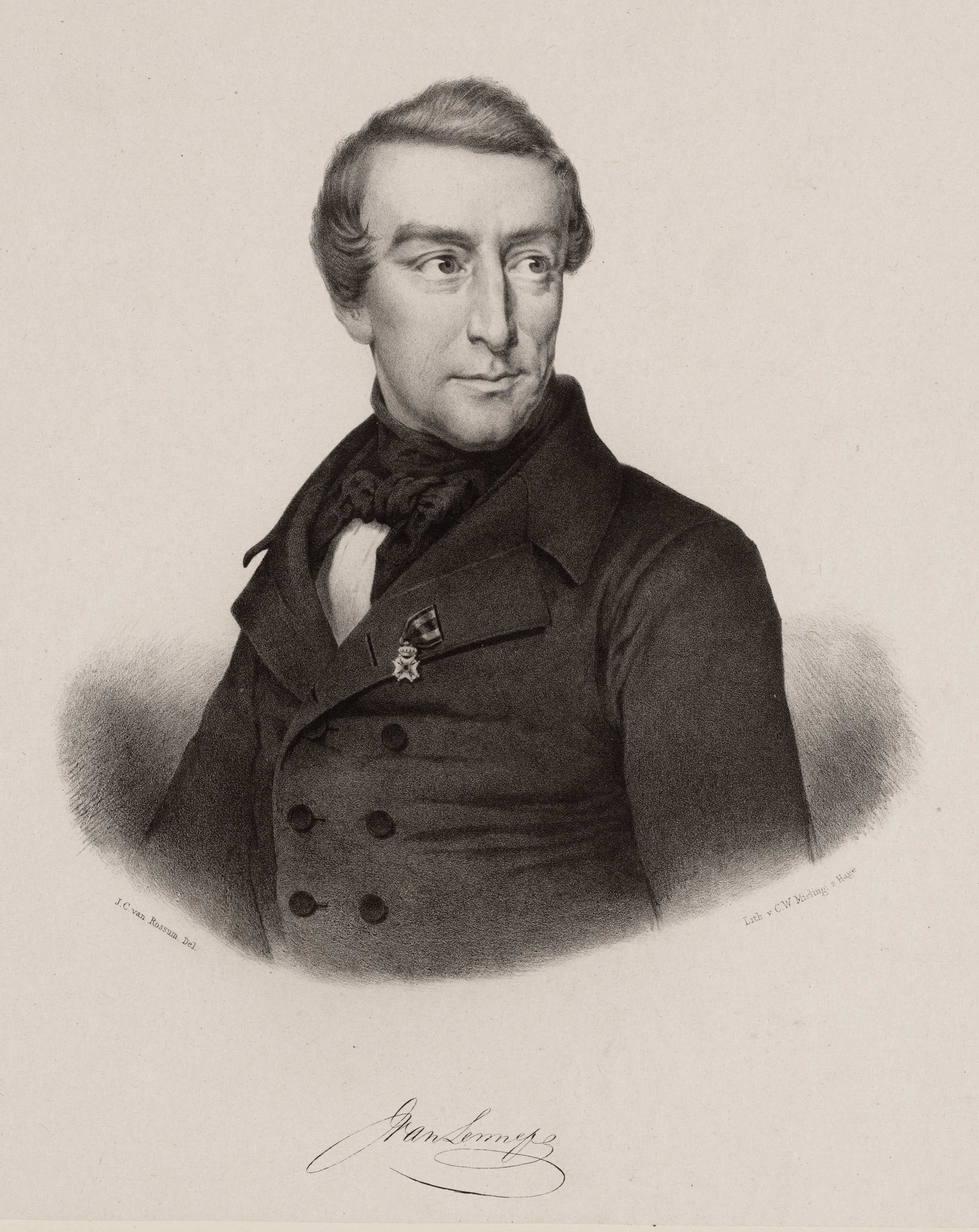
Jacob van Lennep. Krijttekening J.C. van Rossum, 1848. Collectie Vrijmetselarijmuseum

De schrijver, dichter, taalkundige en politicus Jacob van Lennep (1802-1868) was verantwoordelijk voor een eerste poging om de Merk vrijmetselarij in Nederland in te voeren. Hij was een actief vrijmetselaar en onder meer voorzittend meester van de Amsterdamse loge Willem Fredrik en voorzitter van het kapittel van de Orde der Hoge Graden met dezelfde naam. In 1842 werd hij lid van het Opperbestuur van de Orde der Hoge Graden en in 1846 werd hij lid van het Hoofdbestuur van de Orde der Vrijmetselaren. In 1867 werd hij benoemd tot gedeputeerd grootmeester van de Orde der Vrijmetselaren.
Begin 1843 ondernam van Lennep samen met een bevriende vrijmetselaar een avontuurlijke reis naar Schotland. Aldaar aangekomen ontdekten zij dat de Nederlandse maçonnieke werkwijzen vrijwel onbekend waren en dat men er geheel andere toepaste: de Royal Arch, de Merk vrijmetselarij, de graad van de Knights Templar en de Royal Order of Scotland. Van Lennep en zijn vriend werden in al deze nieuwe werkwijzen ingewijd.
Bij terugkomst in Nederland werd op 20 maart 1844 in Amsterdam het eerste kapittel in Nederland van de Royal Arch opgericht. In dit kapittel - genaamd 'Amsterdam' - werd ook de graad van Merkmeester beoefend. In de jaren daarna werden verschillende vrijmetselaars opgenomen in het kapittel, maar de laatste vermelding van activiteiten was op 4 mei 1850. Niet lang daarna werd het van de rol van Schotse Royal Arch kapittels afgevoerd. Ook de tegelijkertijd opgerichte priorij van de Knights Templar en de Provincial Grand Lodge van de Royal Order of Scotland verdwenen weer.

## Trivia

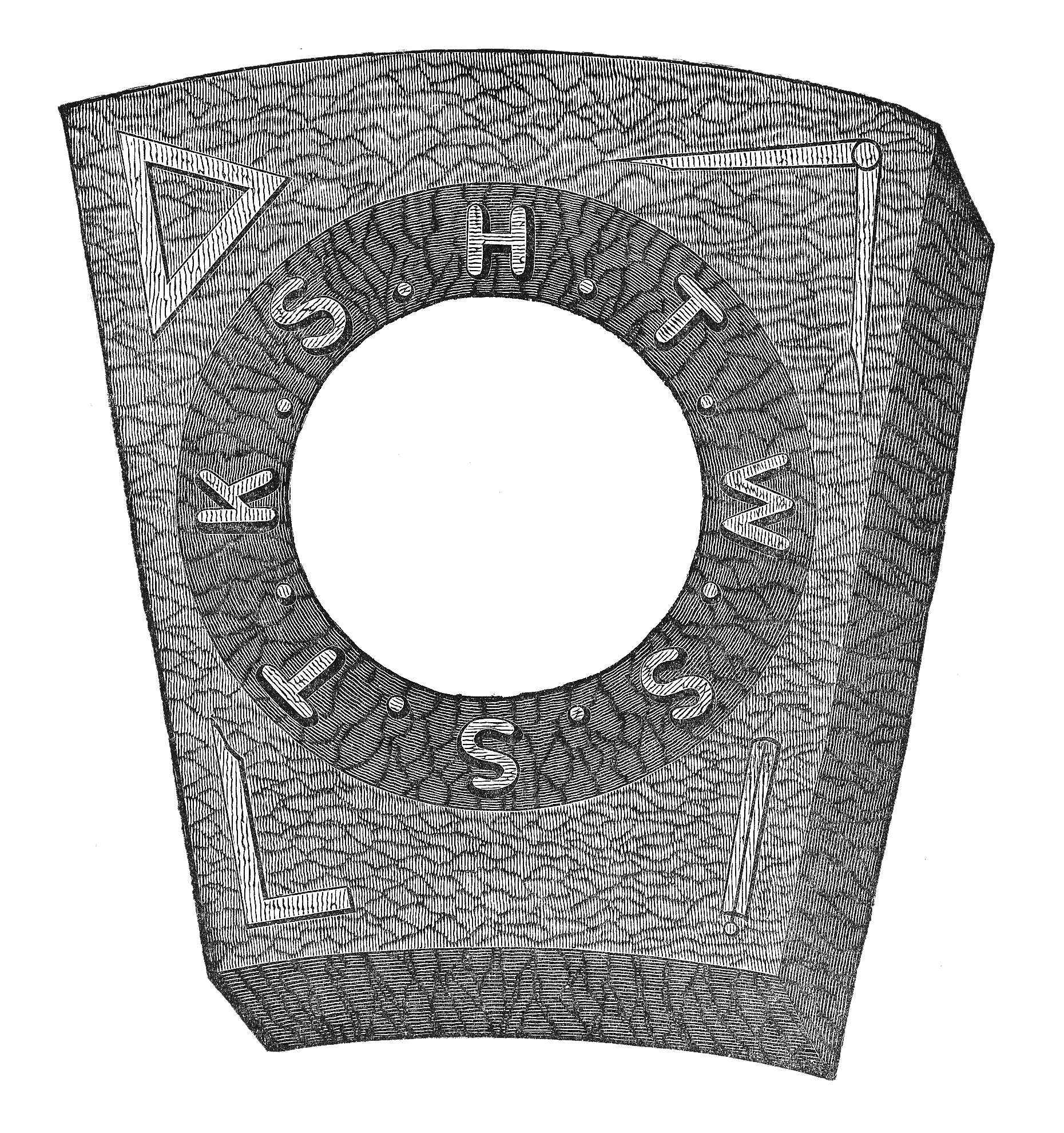
Sluitsteen Merk vrijmetselarij

- Zowel in Ierland als Schotland kan de graad van Merkmeester worden toegekend in een kapittel van de Royal Arch, als eerste stap in dit vervolgpad. In Schotland kan de graad van Merkmeester ook nog steeds worden toegekend in een symbolieke loge, als onderdeel van de gezellengraad. In onder meer Noord- en Zuid-Amerika is de graad van Merkmeester onderdeel van de York ritus.
- De Grand Lodge of Mark Master Masons is gevestigd in Mark Masons Hall in St. James Street, Londen. In de bibliotheek van Mark Masons Hall hangt prominent het ontvangstbewijs van de aankoop van de rechten op de Royal Ark Mariner graad voor £25,-. Naast de Order of Mark Masons en de Royal Ark Mariners zetelen in Mark Masons Hall nog verschillende andere Engelse vervolgpaden.
- De sluitsteen is het belangrijkste symbool in de Merk vrijmetselarij en staat onder meer voor voltooiing; het is ook het centrale element wat alles bij elkaar houdt. Op afbeeldingen wordt de sluitsteen vaak voorzien van de letters 'H T W S S T K S', de afkorting van ‘Hiram the widow's son, sent to King Solomon’. Dit is een verwijzing naar de bijbeltekst 1 Koningen 7: 'Koning Salomo stuurde een bode en liet Hiram uit Tyrus halen. Hij was de zoon van een vrouw die weduwe was uit de stam van Naftali, en zijn vader was een man uit Tyrus, een koperwerker. Hij was vol van wijsheid en inzicht, en van de kennis om allerlei werk in koper te maken' De bouwmeester Hiram Abiff speelt een belangrijke rol in verschillende rituelen binnen de vrijmetselarij.
- Liefdadigheid is een belangrijk onderdeel van de Merk vrijmetselarij. Aan de Order of Mark Master Masons is het Mark Benevolent Fund verbonden, wat jaarlijks schenkingen doet aan verschillende maatschappelijke instellingen. Jaarlijks wordt door de orde een 'Mark Benevolent Fund Festival' georganiseerd om geld in te zamelen.
- Het vervolgpad van de Royal and Select Masters[2] verbindt in ritueel opzicht het Heilig Koninklijk Gewelf met de Merk vrijmetselarij. Voor toetreding tot de Royal and Select Masters is ingewijd zijn in zowel het Heilig Koninklijk Gewelf als de Merk vrijmetselarij dan ook een voorwaarde. In Nederland zijn 'councils' van dit vervolgpad gevestigd in Bilthoven en Den Haag
- Ook binnen de gemengde obediëntie Le Droit Humain kent men de Merkvrijmetselarij. De Nederlandse Federatie Le Droit Humain kent een vijftal Merkmeesterloges en een Royal Ark Mariner loge.

## Appendix
Vrijmetselarij · Beginselen · Geschiedenis · Symbolen · Vrijmetselaarsloge · Ordegrondwet · Obediëntie · Regulariteit en irregulariteit · Ritus · Graden · Grootmeester · Gemengde vrijmetselarij · Para-vrijmetselarij · Antivrijmetselarij · Vrijmetselarij in Nederland · Vrijmetselarij in België